# کامرون پرینگ
کامرون پرینگ (انگلیسی: Cameron Pring؛ زادهٔ ۲۲ ژانویهٔ ۱۹۹۸) بازیکن فوتبال است.
از باشگاه‌هایی که در آن بازی کرده‌است می‌توان به باشگاه فوتبال بریستول سیتی اشاره کرد.